# Supía
Supía – miasto w Kolumbii, w departamencie Caldas.